# 3톤급 액체엔진
3톤급 액체엔진은 KSLV-S의 2단 로켓 엔진이다.

## 역사
대한항공이 개발을 시작한 엔진은 발사체 상단부에 들어갈 3톤급 엔진이다. 사업비용은 약 200억원이며 개발 완료 목표 기한은 2027년이다.
항우연에서 기초 개발을 진행했다. 그을음이 거의 없는 메탄을 연료를 사용해 로켓의 재사용도 가능하다는 1석 2조의 결과를 얻었다. 이 연소기는 복잡한 구조의 부품을 찍어내듯 제작하는 3D 프린팅 기술로 만들었다. 수백 개의 부품을 단 4개로 줄여서 비용을 3분의 1로 감축했다.
액체메탄을 연료로, 액체산소를 산화제로 사용한다.
소형발사체는 1단 75톤급 엔진 1기, 2단은 3톤급 엔진 1기로 구성하는 방안을 준비 중이다.
2단에 사용하는 엔진은 소형위성 발사에 맞게 3톤급 메탄 엔진을 고려하고 있다. 이미 개발한 7톤급 엔진을 사용하지 않는다. 엔진 추력은 줄이면서 기능을 개선, 작은 위성을 효과적으로 궤도에 투입하기 위해서다. 소형발사체는 국내 나로우주센터에서 발사할 것을 세부 목표로 둔 것도 이유다. 인근 섬에 발사체 낙하 피해를 주지 않으려면 그만큼 발사체를 멀리 날려야 한다. 이 경우 2단 대비 1단 비중이 매우 커야 한다.
연구진은 재점화가 가능하도록 2단 엔진을 고성능화 할 수 있는 선행기술도 개발한다. 엔진 재점화가 가능해지면 여러 대 위성을 원하는 궤도에 투입할 수 있는 다중임무가 가능하다. 재점화 기술은 심우주 탐사에도 활용할 수 있다.

## 같이 보기
- 브리즈 로켓